# Acerodon
Acerodon là một chi động vật có vú trong họ Dơi quạ, bộ Dơi. Chi này được Jourdan miêu tả năm 1837. Loài điển hình của chi này là Pteropus jubatus Eschscholtz, 1831.

## Các loài
Chi này gồm các loài:
- Acerodon celebensis (Peters, 1867)
- Acerodon humilis (K. Andersen, 1909)
- Acerodon jubatus (Eschscholtz, 1831)
- Acerodon leucotis (Sanborn, 1950)
- Acerodon lucifer (Elliot, 1896)
- Acerodon mackloti (Temminck, 1837)